# 레이 클레멘스
레이먼드 닐 클레멘스, MBE(영어: Raymond Neal Clemence; 1948년 8월 5일, 링컨셔 주 스케그네스 ~ 2020년 11월 15일, 하트퍼드셔 주 브록스번)는 잉글랜드의 전 국가대표 축구 골키퍼로, 1970년대 리버풀의 주축 선수였다. 역대 최고의 골키퍼로 손꼽히는 클레멘스는 현역 시절 1,000경기 이상 출전한 몇 안되는 선수로, 축구 역사상 최다 무실점 경기(460경기) 기록도 보유했다. 리버풀 소속으로 유러피언컵을 3번, 잉글랜드 1부 리그 5번, UEFA컵 2번, 유러피언 슈퍼컵 1번, FA컵 1번, 그리고 리그컵 1번을 우승한 그의 마지막이자 665번째 리버풀 경기는 우승을 거둔 1981년 유러피언컵 결승전 경기였다. 1981년, 리버풀을 퇴단한 클레멘스는 토트넘 홋스퍼로 이적해 UEFA컵 1번, FA컵 1번, 그리고 채리티 실드를 1번 우승했고, 1988년에 현역에서 은퇴했다.
1990년대 초반, 토트넘에서 더그 리버모어와 토트넘 감독을 공동으로 맡은 후, 그는 바닛에서 단독 감독을 맡았고, 이후 잉글랜드 축구 협회 개발부서에서 근무하며, 잉글랜드의 U-16부터 U-21 연령대의 청소년 대표팀 선수들의 발달과정을 총괄했고, 그에 앞서 잉글랜드 국가대표팀의 관리인 명부에 이름을 올렸었다.

## 클럽 경력

### 스컨소프 유나이티드
링컨셔 주 스케그네스 출신인 클레멘스는 노츠 카운티의 시험 경기에 8번 출전했지만, 결국 메도 레인 연고 구단에 입단하지 않았다. 그는 지역 유소년 구단인 스케그네스 코스모스의 안방인 올드 쇼그라운드에서 경기를 하다가 스컨소프 유나이티드에 포착되었다. 코스모스가 4-3으로 이긴 경기에 주전으로 나선 후, 클레멘스는 "철의 군단"이 시행한 입단 시험 기회를 받았고, 적절히 통과했다. 클레멘스는 1965-66 시즌 3부 리그가 시작되기 직전인 1965년 8월 5일에 17번째 생일날 스컨소프 입단에 개인적 합의를 보았다.
처음에 구단의 '3군'에서 활약하던 클레멘스는 1년차에 대도약의 기회를 잡았고, 1-1로 비긴 스완지 타운과의 1966년 4월 2일 경기에서 프로 무대 신고식을 치렀다. 신고식을 앞두고, 클레멘스는 현장 밖에서 스컨소프의 코치 2명과 대화한 일을 기억했다: "잭 브론소드와 앨런 부시비는 양옆에서 끌고와 제게 그들이 생각하길 제가 언젠가는 잉글랜드 국가대표팀에서 활약하겠지만 '그걸 네가 증명해야 한다'라고 짧게 얘기했습니다."
클레멘스는 1년차에 총 4번의 경기에 출전했는데, 1-0으로 이긴 사우스엔드 유나이티드와의 경기에서는 처음으로 무실점 경기를 치렀다. 시즌 대부분을 노련한 전직 울버햄프턴 원더러스와 애스턴 빌라 수문장이었던 제프 사이드바텀의 후계자로 성장하던 클레멘스는 사이드바텀을 유망주 시절 중요했던 스승으로 꼽았다: "저는 제프로부터 많은 것을 배웠습니다. '골키퍼는 당시 덜 보호를 받았다'는 점 때문에 그는 제가 어떻게 몸을 사려야 할 지를 알려주었습니다."
클레멘스는 스컨소프 시절 스컨소프의 에드워드 국왕로에서 루비 듀스 부인의 집에 살았다. 같은 장소에 그가 리버풀로 떠난 직후, 레이 클레멘스가 향후 잉글랜드와 리버풀에서 한배를 탈 케빈 키건이 입주했다.
모든 대회를 통틀어 처음 3경기를 모두 패하고 1군의 현장으로 복귀한 후, 클레멘스는 스컨소프의 붙박이 주전 골키퍼로 1966-67 시즌 3부 리그를 치르게 되었고, 시즌을 18위라는 실망스러운 성적으로 마쳤다. 전 버즈비의 아이들 일원이었던 프레디 굿윈 감독이 시즌 도중 새로 출범한 북미 사커 리그의 뉴욕 제너럴스로 떠나면서, 클레멘스는 시즌 후반기를 선수 겸 감독이었던 키스 버킨쇼의 지도를 받았고, 이후, 그는 토트넘 홋스퍼의 영입 업무를 맡게 되었다.
비록 클레멘스는 숙적 그림즈비 타운과의 원정 경기에서 프로 선수를 그만둘 수도 있게 만들 치욕적인 1-7로 패했지만, 스컨소프는 그를 계속 신뢰하였고, 이어 46번의 경기에서 잇달아 선발 출전해 남은 리그와 컵대회 경기에서 활약해 기대에 부응했다.
그 후로, 클레멘스는 스컨소프의 모든 대회를 통틀어 50번의 경기에 출전해 12번의 경기를 무실점으로 마쳤다. 그러나, 그의 의도와 다르게, 그는 리버풀의 전설적인 빌 샹클리 감독과 그의 사단에 포착되었다. 그 해 여름, 이적의 결실을 맺었는데, 클레멘스는 긴급 전보가 집에 도착했다는 소식을 들어 강제로 해변 접이식 의자 유연 근무를 일찍 마쳤다. 이는 당시 18세였던 수문장의 이적이 성사되었다는 것을 알렸고, 스컨소프의 회장은 손수 클레멘스를 롤스로이스로 이튿날 오전에 안필드까지 데려다 주었다.
스컨소프 시절을 돌아보며, 클레멘스는 스컨소프 유나이티드가 어떤 구단이었는지 애정어리게 기억했다: "제가 활약했다는 점이 자랑스러운 구단입니다. 제가 거기서 활약할 때 가족과 함께하는 것 같았습니다."

### 리버풀
1967년 6월 24일, 리버풀의 빌 샹클리 감독은 스컨소프 유나이티드로부터 £18,000에 클레멘스를 영입했다. 그는 1968년 9월 25일에 안필드에서 열린 리그컵 3차전 경기에서 첫 경기를 치러 무실점으로 막아냈고, 리버풀은 안방에서 스완지 타운을 2-0으로 이겼다. 그는 2군에서 이후 2년 동안 기량을 향상시켰고, 1970년까지 간간히 1군 경기에 출전했는데, 그 후로는 구단의 주전 수문장으로 거듭났다.
1971년, 리버풀은 FA컵 결승전에 올라와 클레멘스는 훌륭한 활약을 펼쳤지만, 아스널에게 연장전에서 2골을 헌납해 리버풀이 1-2로 역전패를 당했다. 클레멘스는 2년 후인 1973년에 우승을 맛보았는데, 리버풀은 리그와 UEFA컵을 동시에 석권했고, 후자의 대회 결승전에서 묀헨글라트바흐를 3-0으로 앞서 나가는 와중에 페널티킥을 막아 3-1로 추격당하는 일을 막았다. 2차전을 원정에서 0-2로 패했지만, 1차전에서 유프 하인케스에게 페널티 만회골을 내주었다면, 합계 3-3 동률이 되고 원정 다득점에 따라 묀헨글라트바흐에게 우승을 헌납할 수도 있었다. 1973-74 시즌, 리버풀은 또다시 우승을 거머쥐었는데, 뉴캐슬 유나이티드와의 결승전에서 3-0으로 완승을 거두며 FA컵을 우승했다.
리버풀은 1976년에 리그와 UEFA컵 2관왕을 또다시 달성했고, 1년 후에는 컵대회 3관왕을 달성했다. 1977년에는 리그를 우승하면서 첫 우승컵을 손에 넣었지만, 숙적 맨체스터 유나이티드와의 FA컵 결승전을 패했다. 며칠 후, 리버풀은 로마에서 열린 유러피언컵 결승전에서 묀헨글라트바흐를 3-1로 이겼다. 경기 후반전에 클레멘스는 1-1로 비기는 와중에 울리 슈틸리케가 찬 공을 훌륭히 선방하였다.

리버풀은 웸블리에서 열린 1978년 유러피언컵 결승전에서 클뤼프 브뤼허에 1-0으로 신승하며 정상을 지켰지만 노팅엄 포리스트에게 리그 우승을 내주었고, 같은 상대를 리그컵 결승전에서 만나 패했다. 클레멘스는 1979년과 1980년에 연달아 리그 우승을 거두었다. 1978-79 시즌 리그 우승으로 클레멘스는 1승당 2승점 체제에서 깨지지 않는 기록을 세웠는데, 42번의 경기에서 단 16골만을 내주었다. (안필드에서는 단 4실점만 허용). 클레멘스가 42경기 체제에서 세운 최저 실점 기록은 2004-05 시즌에 첼시가 38경기에서 15실점만을 내주며 경신했다.
1981년, 리버풀은 리그컵을 우승했고, 통산 3번째 유러피언컵을 우승했는데, 5월 27일에 파르크 데 프랭스에서 열린 후자의 대회 결승전에서 레알 마드리드를 1-0으로 이겼다. 이 경기는 클레멘스가 리버풀 소속으로 치른 마지막 경기였다.
브루스 브로벨라가 비상하면서, 클레멘스의 입지를 11년 만에 처음으로 크게 위협했고,(그 시기까지 그는 650경기에 출전하며 6경기만 결장했다) 클레멘스는 리버풀을 떠나 토트넘 홋스퍼에 £300,000로 합류하기로 합의를 보았다.

### 토트넘 홋스퍼
클레멘스는 리버풀을 떠나 1981년에 £300,000의 이적료료 토트넘 홋스퍼에 입단했다. 리버풀과 토트넘은 1982년 리그컵 결승전에 나란히 진출했는데, 이 경기에서 리버풀이 3-1로 이겼다. 그러나, 싸움닭 군단은 FA컵 결승전에서 재경기 끝에 퀸스 파크 레인저스를 1-0으로 이기고 우승했다.
클레멘스의 첫 토트넘 공식전은 1981년 8월 22일에 웸블리에서 열린 애스턴 빌라와의 1981년 채리티 실드 경기로, 마크 팔코와 피터 위스가 박진감 넘치는 경기에서 나란히 득점하여 2-2로 비겼다. 그의 첫 리그 경기는 1주 후에 열린 미들즈브러와의 에이섬 파크 원정 경기로, 싸움닭 군단이 3-1로 이겼다. 그의 첫 무실점 경기는 3경기 뒤인 9월 12일에 몰리뉴에서 열린 울버햄프턴 원더러스와의 경기로, 이 경기에서 1-0으로 이겼다.
싸움닭 군단은 1984년에 UEFA컵 우승을 거두었다. 클레멘스는 안데를레흐트전에 부상으로 결장했지만, 토니 파스크가 승부차기에서 2명의 주자를 막아세운 명승부의 경기에서 후보로서 벤치를 지켰다. 클레멘스는 1987년에 5번째로 FA컵 결승전에 진출했는데, 싸움닭 군단은 코번트리 시티에 패했다. 그는 FA컵 결승전에 5회 이상 출전한 선수로 이름을 올렸다. 1987년 10월, 클레멘스는 노리치 원정 경기에서 아킬레스건 부상을 당해 1988년에 현역에서 은퇴했다. 은퇴 직후, 클레멘스는 싸움닭 군단의 감독 사단에 포함되었다.

## 국가대표팀 경력
클레멘스는 1972년부터 1983년까지 잉글랜드 국가대표팀 주전 선수로 활약했고, 1972년 11월 15일에 니니언 파크에서 열린 웨일스와의 월드컵 경기에서 처음으로 출전해 무실점으로 막아 1-0 승리에 일조했다. 잉글랜드는 1974년과 1978년에 연달아 월드컵 본선행이 좌절되었다. 클레멘스는 유로 1980 본선을 밟은 선수단 일원이었지만, 잉글랜드는 2조에서 탈락했다. 1982년, 그는 1982년 월드컵 선수 명단에 이름을 올렸지만, 잉글랜드 선수단은 준결승전에 오지도 못하고 탈락했다.
클레멘스는 잉글랜드 국가대표팀 주장을 1경기 맡았는데, 그는 프랭크 스위프트 이래 주장 완장을 찬 첫 골키퍼였다. 1981년, 웸블리에서 브라질과 의문의 친선전을 치렀는데, 클레멘스는 분투하고도 브라질의 1-0 결승골을 막지 못했다.
왼쪽 무릎을 부상당한 클레멘스는 12년 동안 잉글랜드 국가대표팀에서 61번의 경기를 치르고 은퇴했다. 또다른 골키퍼 피터 실턴의 존재로, 잉글랜드 감독은 기량이 더 나은 수문장을 선택하는데 고민하였고, 두 선수를 번갈아 출전시켰다. 실턴은 1980년대 중후반의 주전 골키퍼로 출전하며 2번의 월드컵에 더 참가해 125경기 출전 기록을 세웠다.

## 감독 경력

### 지도자 활동
클레멘스는 1988년에 은퇴한 후 싸움닭 군단의 감독 사단에 합류해 1군까지 올라갔고, 공동 감독을 맡은 후 바닛의 지도자를 1994년 1월에 게리 필립스 전 골키퍼와 맡았다. 1994-95 시즌을 앞두고, 그는 단독으로 바닛을 이끌고 3부 리그에서 9위, 13위의 성적을 거두었다.

### 잉글랜드 국가대표팀 사단
1996년 8월, 전 토트넘 및 잉글랜드 국가대표팀 동료였던 글렌 호들이 그를 잉글랜드 국가대표팀 골키퍼 코치로 합류시켰고, 그는 호들의 후임인 케빈 키건과 스벤-예란 에릭손 감독 체제에서도 보직을 유지했다. 그는 스티브 매클래런 감독 체제에도 자리를 지켰지만, 2007년 12월에 파비오 카펠로 감독이 취임하면서 그는 이탈리아인 프란코 탄크레디에게 자리를 내주었다. 그러나, 클레멘스는 잉글랜드 사단에 남아 로이 호지슨 감독의 임기에도 동행했고, 호지슨 감독은 클레멘스를 다시 골키퍼 코치로 복직시켰다. 2012년 6월 11일, 그는 프랑스와의 유로 2012 경기를 앞두고 아킬레스건이 파열되었다. 그는 잉글랜드 연령별, 여성, 그리고 장애인 국가대표팀 총책임자를 맡았다.
그는 간간히 텔레비전과 라디오에서 평론가로 활동했고, 2010년대 축구의 골키퍼와 관련해 평했다.
2013년, 그는 국가대표팀 경기에 출전한 지 30년도 넘었지만, 잉글랜드 국가대표팀로부터 선물을 받으며 "요란하게 경의받은" 후 클레멘스는 은퇴했다.

## 사생활과 최후
클레멘스는 축구계의 공헌으로 1987년 여왕 생축 수여식에서 대영 제국 구성원장(MBE)을 받았다. 그의 아들 스티븐은 미드필더로 토트넘과 버밍엄 시티의 유소년부를 거쳤고, 2010년에 레스터 시티에서 부상을 당하고 은퇴했다. 그는 2023년에 질링엄을, 2024년에 배로 감독을 맡았다. 클레멘스의 딸 사라도 축구계와 연이 있는데, 전 크리스털 팰리스와 노팅엄 포리스트의 감독이자 스코틀랜드 국가대표팀 스트라이커였던 더기 프리드먼을 남편으로 맞이했다.
2005년 2월, 클레멘스는 전립선암 투병 사실을 밝혔고, 간간히 잉글랜드 국가대표팀을 떠나 치료를 받았다고 알렸다. 그는 에릭손호에서 전립선암 진단을 받은 2번째 인물이었다. 브라이언 키드도 유로 2004를 앞두고 전립선암 판정을 받았다. 2020년 11월 15일, 그는 향년 72세에 브록스번의 자택에서 영면에 들었다.
클레멘스는 리버풀과 토트넘 지지자들로부터 높은 평가를 받고 있다. 그는 리버풀 축구단 웹사이트 투표에서 진행한 콥들을 들썩이게 한 100명 목록에서 11위에 이름을 올렸다. 그는 이 목록에서 최고 순위에 오른 골키퍼였다. 그는 BBC의 20세기 머시사이드 선수단의 골키퍼로 선정되었고, 피터 실턴, 레프 야신, 고든 뱅크스, 그리고 팻 제닝스를 비롯한 쟁쟁한 경쟁자들을 제치고 "토털 풋볼"의 최고 골키퍼로 선정되었다.

## 통계

### 국가대표팀
| 국가대표팀 | 연도 | 출장 | 골 |
| ---------- | ---- | ---- | -- |
| 잉글랜드   | 1972 | 1    | 0  |
| 잉글랜드   | 1973 | 1    | 0  |
| 잉글랜드   | 1974 | 4    | 0  |
| 잉글랜드   | 1975 | 8    | 0  |
| 잉글랜드   | 1976 | 9    | 0  |
| 잉글랜드   | 1977 | 9    | 0  |
| 잉글랜드   | 1978 | 5    | 0  |
| 잉글랜드   | 1979 | 7    | 0  |
| 잉글랜드   | 1980 | 7    | 0  |
| 잉글랜드   | 1981 | 5    | 0  |
| 잉글랜드   | 1982 | 3    | 0  |
| 잉글랜드   | 1983 | 1    | 0  |
| 합계       | 합계 | 61   | 0  |

## 수상
스컨소프 유나이티드
- 링컨셔 시니어컵: 1965–66 (공동 우승)

리버풀
- 1부 리그: 1972–73, 1975–76, 1976–77, 1978–79, 1979–80
- FA컵
  - 우승: 1973–74;[41]
  - 준우승: 1970–71,[41] 1976–77[41]
- 풋볼 리그컵: 1980–81
- 채리티 실드: 1974, 1976, 1977 (공동 우승), 1979, 1980
- 유러피언컵: 1976–77, 1977–78, 1980–81
- UEFA컵: 1972–73, 1975–76
- 유러피언 슈퍼컵: 1977[22]

토트넘 홋스퍼
- FA컵: 1981–82
- 채리티 실드: 1981 (공동 우승)
- UEFA컵: 1983–84[22]

## 같이 보기
- 최다 공식 경기 출전 남자 축구 선수 목록